# Ingrid Noll
Ingrid Noll (Sanghaj, 1935. szeptember 29. –) német írónő, a legsikeresebb német krimiírók közé tartozik. Könyveit 21 nyelvre lefordították.

## Élete
Édesapja orvos volt Nankingban. 1949-ben települtek vissza Németországba. A Bonni Egyetemen germanisztikát és művészettörténetet tanult, de tanulmányait nem fejezte be. Férjhez ment, nevelte három gyermekét, orvos férje rendelőjében segédkezett, és kevéske szabad idejében gyermekkönyveket írt. Első regénye csak 1991-ben jelent meg, amikor gyermekei már kiröppentek otthonról. Regényei középpontjában olyan nők állnak, akik szokatlan módon szabadulnak meg férjüktől, vagy szeretőjüktől.

## Kitüntetései
- 1994 Friedrich Glauser-díj
- 2002 Baden-Württemberg Tartomány Érdemrendje
- 2005 Friedrich Glauser-díj

## Regényei
- Der Hahn ist tot (A kakas halott) (1991)
- Die Häupter meiner Lieben (1993)
- Die Apothekerin (A patikusnő) (1994)
- Der Schweinepascha. In 15 Bildern (1996)
- Der kleine Mord zwischendurch. 52 üble Kurzkrimis (1997)
- Kalt ist der Abendhauch (1996)
- Stich für Stich. Schlimme Geschichten (1997)
- Röslein rot (1998)
- Die Sekretärin. Drei Rachegeschichten (2000)
- Selige Witwen (2001)
- Rabenbrüder (2003)
- Falsche Zungen. Gesammelte Geschichten (2004)
- Ladylike (2006)
- Kuckuckskind (2008)
- Ehrenwort (2010)
- Über Bord (2012)
- Hab und Gier (2014)
- Der Mittagstisch (2015)
- Halali (2017)

## Magyarul
- A kakas halott; ford. Mészáros Ilona; Mars, Bp., 1992 (Vénusz könyvek), ISBN 9637914323
- A patikusnő; ford. Tandori Dezső; Geopen, Bp., 2000, ISBN 9639093211